# Daseochaeta verbenata
Daseochaeta verbenata là một loài bướm đêm trong họ Noctuidae.